# Callophrys eryphon
Callophrys eryphon  (лат.) — вид чешуекрылых насекомых из семейства голубянок. Распространён в США от Британской Колумбии Калифорнии. Обитают в сосновых лесах. Самки откладывают яйца у оснований иголок Pinus contorta, Pinus flexilis и Pinus ponderosa, а гусеницы питаются молодыми иголками этих растений. Бабочки питаются нектаром цветков. Размах крыльев 25—35 мм.